# Фінчлі-Сентрал (станція метро)
51°36′04″ пн. ш. 0°11′36″ зх. д. / 51.601111° пн. ш. 0.193333° зх. д.
Фінчлі-Сентрал (англ. Finchley Central) — станція відгалуження Хай-Барнет Північної лінії Лондонського метро. Станція розташована у 4-й тарифній зоні, у районі Фінчлі, боро Барнет, Лондон, між станціями Вест-Фінчлі, Мілл-гілл-Іст та Іст-Фінчлі. Пасажирообіг на 2017 рік — 7.20 млн осіб.
Конструкція станції: наземна відкрита з однією прямою острівною та однією прямою береговою платформами.

## Історія
- 22.серпня 1867: відкриття станції як Фінчлі-енд-Гендон у складі Great Northern Railway (GNR).[3][4]
- 1. лютого 1872: станцію перейменовано на Фінчлі
- 1. квітня 1872: відкриття трафіку на лінії до Хай-Барнет[4]
- 1. лютого 1894: станцію перейменовано на Фінчлі (Черч-Енд)
- 11. вересня 1939: припинення трафіку Фінчлі-Сентрал — Еджвар для електрифікації та реконструкції[5]
- 1. квітня 1940: станцію перейменовано на Фінчлі-Сентрал
- 14. квітня 1940: відкриття трафіку Північної лінії[6]
- 2. березня 1941: завершення трафіку London and North Eastern Railway
- 18. травня 1941: відкриття трафіку до Мілл-гілл-Іст[7]
- 1. жовтня 1962: завершення товарного трафіку[8]

## Пересадки
- На автобуси London Bus маршрутів: 13, 125, 143, 326, 382, 460, нічні маршрути N20, та шкільні маршрути 626, 683.